# Vietnam International 2019
Die Vietnam International 2019 im Badminton fanden vom 9. bis zum 14. April 2019 in Hanoi statt.

## Sieger und Platzierte
| Disziplin    | Gold                                  | Silber                                              | Bronze                                     |
| ------------ | ------------------------------------- | --------------------------------------------------- | ------------------------------------------ |
| Herreneinzel | Firman Abdul Kholik                   | Chico Aura Dwi Wardoyo                              | Kodai Naraoka                              |
| Herreneinzel | Firman Abdul Kholik                   | Chico Aura Dwi Wardoyo                              | Krishna Adi Nugraha                        |
| Dameneinzel  | Hirari Mizui                          | An Se-young                                         | Dinar Dyah Ayustine                        |
| Dameneinzel  | Hirari Mizui                          | An Se-young                                         | Chananchida Jucharoen                      |
| Herrendoppel | Kenas Adi Haryanto Rian Agung Saputro | Kang Min-hyuk Kim Jae-hwan                          | Lee Jhe-huei Yang Po-hsuan                 |
| Herrendoppel | Kenas Adi Haryanto Rian Agung Saputro | Kang Min-hyuk Kim Jae-hwan                          | Adnan Maulana Ghifari Anandaffa Prihardika |
| Damendoppel  | Nita Violina Marwah Putri Syaikah     | Hsieh Pei-shan Lin Xiao-min                         | Miki Kashihara Miyuki Kato                 |
| Damendoppel  | Nita Violina Marwah Putri Syaikah     | Hsieh Pei-shan Lin Xiao-min                         | Lim Chiew Sien Pearly Tan                  |
| Mixed        | Hiroki Midorikawa Natsu Saito         | Vichayapong Kanjanakeereewong Ruethaichanok Laisuan | Man Wei Chong Pearly Tan                   |
| Mixed        | Hiroki Midorikawa Natsu Saito         | Vichayapong Kanjanakeereewong Ruethaichanok Laisuan | Daniel Marthin Nita Violina Marwah         |